# Stanley Turrentine
Stanley Turrentine (5. dubna 1934 Pittsburgh, Pensylvánie, USA – 12. září 2000 New York City, New York, USA) byl americký jazzový saxofonista. Pocházel z hudební rodiny; jeho otec Thomas Turrentine byl saxofonista a bratr Tommy Turrentine trumpetista. V padesátých letech hrál například s Lowell Fulsonem, Maxem Roachem nebo Earlem Bosticem. V roce 1960 se oženil s varhanicí Shirley Scott, se kterou často spolupracoval i jako hudebník. Rovněž spolupracoval s hudebníky, jako byli Jimmy Smith, Donald Byrd, Georgie Fame, Kenny Burrell, Freddie Hubbard, Diana Krall, Horace Silver a vydal rovněž řadu sólových alb.